# (29767) 1999 CO24
A (29767) 1999 CO24 a Naprendszer kisbolygóövében található aszteroida. A LINEAR projekt keretében fedezték fel 1999. február 10-én.